# Ramphotyphlops marxi
Ramphotyphlops marxi — вид змій родини сліпунів (Typhlopidae). Ендемік Філіппін. Вид названий на честь американського герпетолога Гаймена Маркса.

## Поширення і екологія
Ramphotyphlops marxi відомі за типовим зразком, зібраним на північному заході острова Самар. Вони живуть у вологих тропічних лісах.